# Александър Геров
Александър Цветков Геров е български поет, писател, журналист.

## Биография
Роден е в София на 15 май 1919 г. Завършва гимназия и след това право в Софийския университет. В началото на 1944 г. е арестуван за конспиративна дейност и излиза от затвора на 9 септември 1944 г. Работи като редактор в радио „София“, в сп. „Киноизкуство“, във в-к „Кооперативно село“, в редакция „Фокус“ към Българска кинематография и в издателство „Български писател“. Умира в София през 1997 г. след продължително боледуване.
Член на БКП (от 1944) и СБП.

## Творчество
За първи път публикува проза в един сливенски вестник, когато е на 11 години. Сътрудничи на детски и ученически издания. Участва в литературния сборник „Праг“. Александър Геров е автор и на произведения за деца.
Негови стихове са публикувани в антология с българска поезия излязла в САЩ – антологията „Глина и звезда – съвременни български поети“ (1992), подготвена за печат от българския поет и преводач Георги Белев, заедно с Lisa Sapinkop. 
Любовните си стихотворения посвещава единствено на съпругата си Тамара, с която продължава да общува и след смъртта ѝ.

## Награди и отличия
- Заслужил деятел на културата (1971)
- Лауреат на Димитровска награда (1980)
- Носител на наградата „Никола Вапцаров“ (1984)
- Носител на наградата на СБП за поезия (1987)
- Носител на наградата „Пеньо Пенев“ (1992)[1]

## Памет
На Александър Геров е наречена улица в квартал „Овча купел“ в София (Карта).